# Häagen-Dazs

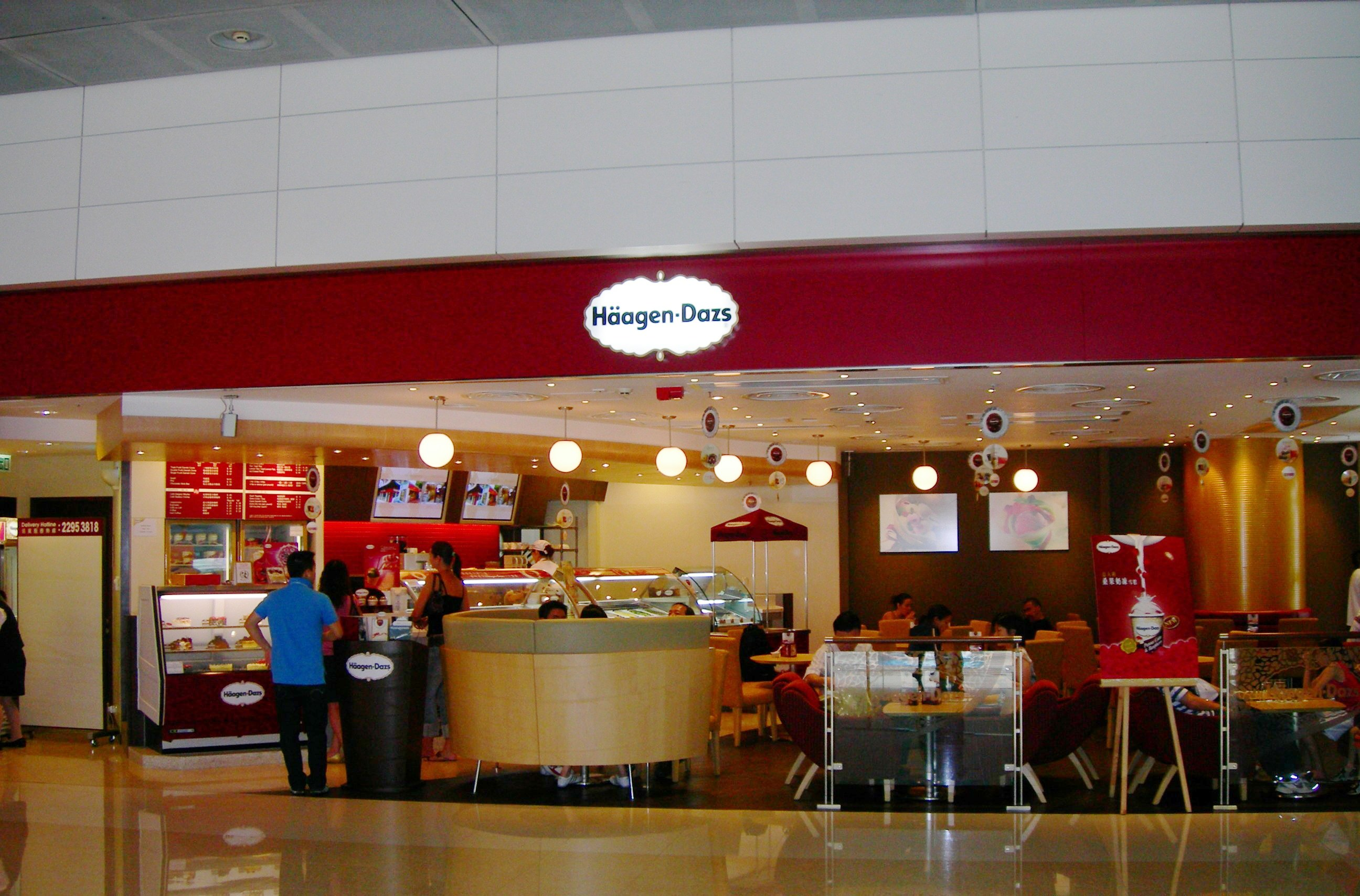
Kawiarnia Häagen-Dazs w Hongkongu

Lody Häagen-Dazs w sklepie w Hongkongu

Häagen-Dazs – amerykańskie przedsiębiorstwo wytwarzające i dystrybuujące lody. Firma Häagen-Dazs powstała w 1961 roku w Nowym Jorku; obecnie jest częścią koncernu General Mills. Jej produkty dostępne są w wielu krajach, w tym w Polsce.

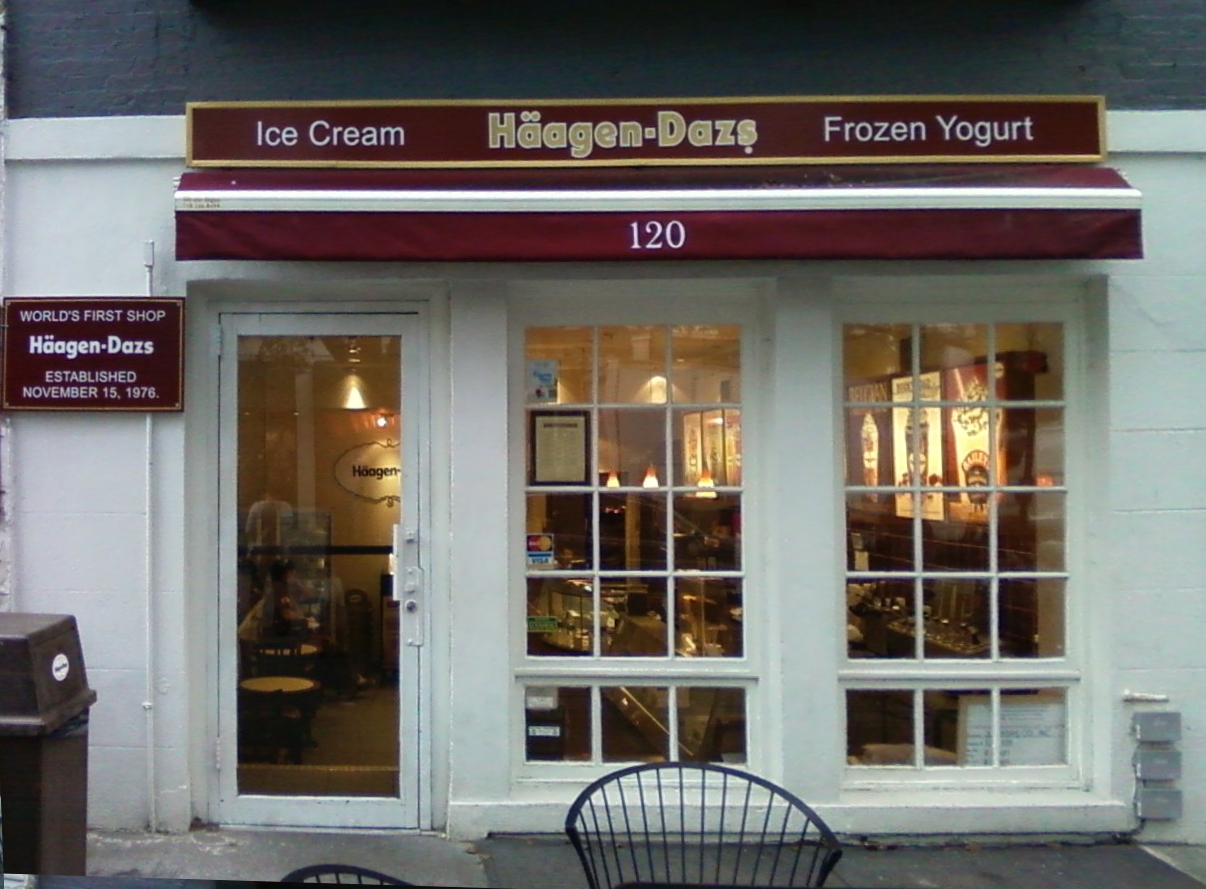
Pierwszy sklep Häagen-Dazs, zlokalizowany w Brooklynie

## Historia
Założycielem przedsiębiorstwa był polski imigrant żydowskiego pochodzenia Reuben Mattus. W latach 20. XX wieku pracował w nowojorskiej lodziarni prowadzonej przez jego rodzinę, a w 1932 roku przejął firmę. Reuben zaczął sprzedawać lody pod nazwą Häagen-Dazs w 1961 roku. Początkowo lody pod tą nazwą znane były jedynie w okolicach Nowego Jorku, jednak później rozpoczęto ich dystrybucję w całych Stanach Zjednoczonych, a następnie także w innych krajach. W latach 80. XX wieku przedsiębiorstwo zostało zakupione przez koncern Pillsbury, który z kolei został przejęty przez General Mills w 2001 roku. W Stanach Zjednoczonych i Kanadzie lody te są produkowane przez firmę Nestlé. Lody Häagen-Dazs są dostępne w ponad 70 krajach świata.

## Nazwa
Nazwa Häagen-Dazs złożona jest z fikcyjnych słów, mających sprawiać wrażenie jakoby pochodziły z języka duńskiego. Reuben chciał przez nią zasugerować, że jest to produkt zagraniczny, wyższej jakości. Wybór Danii miał być zainspirowany wysiłkiem tego kraju dla ratowania społeczności żydowskiej przed zagładą podczas II wojny światowej. Taka nazwa pomogła w marketingu. Na dodatek, na dawnych opakowaniach lodów tej firmy widniała nawet mapa Skandynawii, co wzmacniało skandynawski wizerunek marki.

## Häagen-Dazs w Polsce

Kraje, w których można kupić lody Häagen-Dazs

Lody Häagen-Dazs dostępne są w Polsce od 2009 roku. Można je nabyć w sklepach spożywczych i w firmowej lodziarni w Warszawie (w formie „gałek”). W sprzedaży są następujące smaki:
- Belgian Chocolate
- Banana & Cream
- Banana Chocolate Brownie
- Blueberries & Cream
- Chocolate Choc Almond
- Coffee
- Cookies & Cream
- Dark Chocolate & Almond
- Dulce de Leche
- Elderberry & Cream
- Frozen Yogurt Natural
- Frozen Yogurt Strawberry
- Hazelnut Crunch
- Honey Walnut & Cream
- Macadamia Nut Brittle
- Mango & Cream
- Mango & Raspberry
- Mango Sorbet
- Mint Leaves & Chocolate
- Pralines & Cream
- Rum Raisin
- Raspberry Sorbet
- Salted Caramel
- Strawberries & Cream
- Strawberry Cheesecake
- Vanilla
- Vanilla Caramel Almond
- Vanilla Caramel Brownie